# 베르첼리
베르첼리(Vercelli listen (도움말·정보))는 북부 이탈리아 피에몬테주 베르첼리도에 있는 코무네로, 베르첼리 현의 현도이다. 인구는 47,000명이다.
베르첼리는 밀라노와 토리노 사이에 있는 세시아 강변에 위치해 있다. 베르첼리는 이탈리아 벼농사의 중요한 중심이 되는 도시이다.

## 자매 도시
- 프랑스 아를
- 스페인 토르토사

## 참고
- Macadam, Alta (1997). Blue Guide. Northern Italy: from the Alps to Bologna. London: A & C Black. ISBN 0-7136-4294-7.